# زیتون‌لی‌اوا
زیتون‌لی‌اوا (به ترکی استانبولی: Zeytinliova) یک منطقهٔ مسکونی در ترکیه است که در آق‌حصار واقع شده‌است. زیتون‌لی‌اوا ۴٬۹۰۵ نفر جمعیت دارد و ۲۵۰ متر بالاتر از سطح دریا واقع شده‌است.